# Silvija Skulme
Silvija Skulme (6 juni 1950) is een voormalig Sovjet basketbalspeelster.

## Carrière
Skulme speelde haar gehele basketbal carrière voor TTT Riga. Met TTT won ze vier Sovjet-kampioenschappen in 1969, 1970, 1971 en 1975. In 1969 werd ze Bekerwinnaar van de Sovjet-Unie. Ook won ze zeven Europese Cup-titels 1969, 1970, 1971, 1972, 1973, 1974 en 1975.

## Erelijst
- Landskampioen Sovjet-Unie: 4
  - Winnaar: 1969, 1970, 1971, 1975
  - Tweede: 1974
- Bekerwinnaar Sovjet-Unie: 1
  - Winnaar: 1969
- EuroLeague Women: 7
  - Winnaar: 1969, 1970, 1971, 1972, 1973, 1974, 1975
- Spartakiad van de Volkeren van de USSR: 2
  - Winnaar: 1971, 1975